# Liste de sergents d'arme de la Chambre des communes du Canada
Voici une liste de sergents d'arme ayant servi à la Chambre des communes du Canada. Ces derniers sont nommés par le Gouverneur général en conseil et assument certaines fonctions cérémonielles telles le port de la masse cérémonielle. Ils assistent également le greffier (en).
Depuis janvier 2015, le sergent d'arme de la Chambre des communes est Pat McDonell (en).

## Anciens sergents d'arme
- Lieutenant Colonel Donald William MacDonnell (1867-1892)
- Lieutenant Colonel Henry Robert Smith CMG (1892-1917)
- Lieutenant Colonel Henry William Bowie (1918-1930)
- Lieutenant Colonel Harry Judson Coghill (1930-1934)
- Général de brigade Milton Fowler Gregg, V.C. (1934-1939)
- Arthur Beauchesne (en) (1939-1945) - sergent d'arme et greffier
- Lieutenant Colonel William John Franklin (1945-1960)
- Lieutenant Colonel David Vivian Currie, V.C. (1960-1978)
- Major-général Maurice Gaston Cloutier (1978-2005)
- Audrey Elizabeth O'Brien (en) (2005-2006) - greffière, sergent d'arme par intérim. Première femme à occuper ce poste
- surintendant en chef (en) Kevin Vickers (en) (2006- janvier 2015)

O'Brien et Vickers sont les seuls non-militaires à avoir occupé ce poste.